# 德里沙地喜花苍蝇

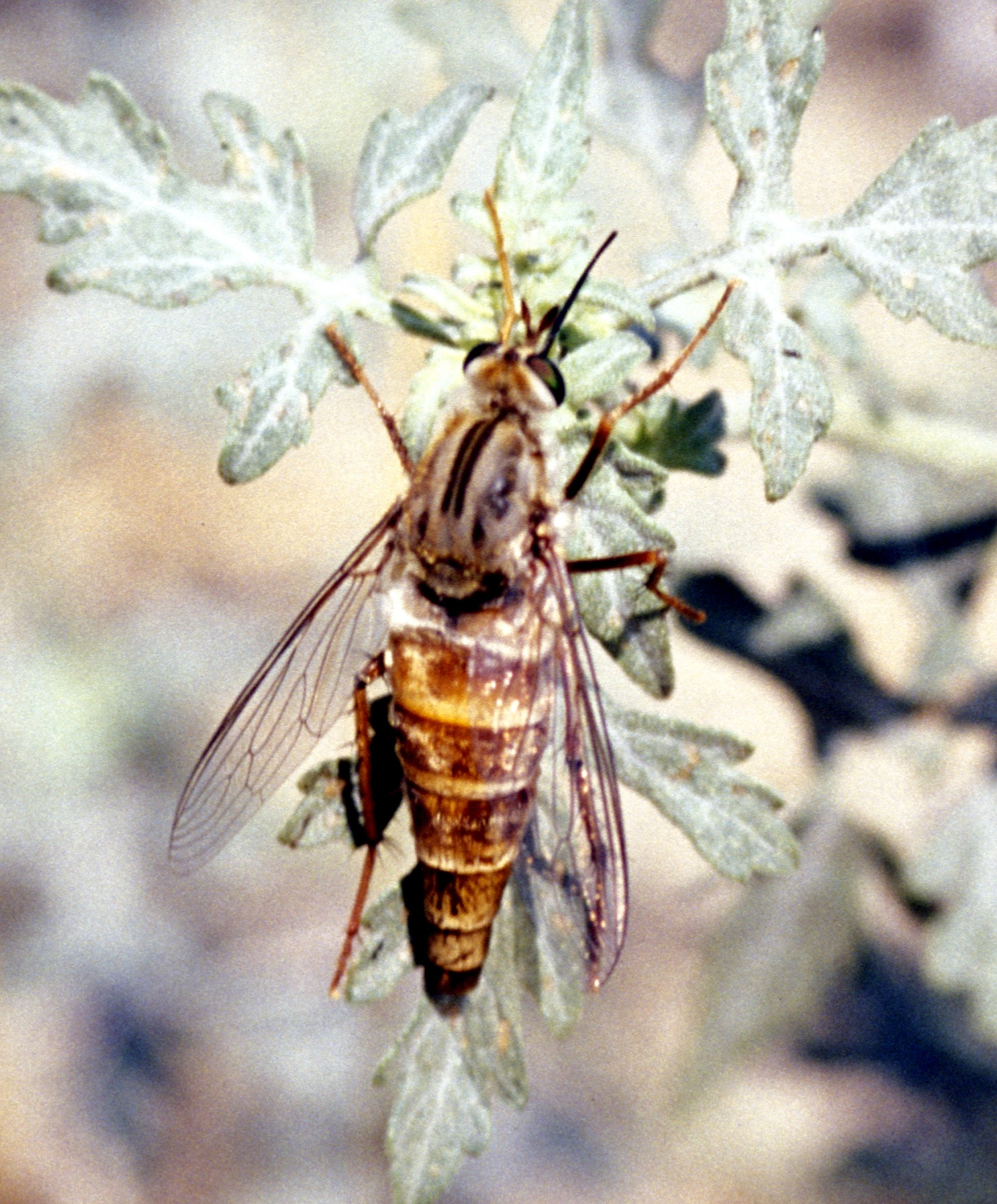

德里沙地喜花苍蝇（學名：Rhaphiomidas terminatus abdominalis）昆虫类生物，属于家蝇科。体态酷似蜜蜂，双瞳为绿色。地球上濒临灭绝的珍稀物种之一。它主要分布在美国的加利福尼亚州。喜欢追逐鲜花，素食为主。世界范围内仅存1000只，已经加入了世界濒危物种名录。